# چییک دیابات (بازیکن فوتبال، زاده ۲۰۰۲)
چییک دیابات (انگلیسی: Cheick Diabate؛ زادهٔ ۲۱ ژانویهٔ ۲۰۰۲) بازیکن فوتبال است.